# Peter Petrelli
Peter Petrelli è un personaggio della serie televisiva Heroes, interpretato da Milo Ventimiglia.
Figlio di Angela Petrelli e Arthur Petrelli, Peter, assieme al fratello Nathan, è cresciuto a New York, dove, nel corso degli anni, assume pian piano la coscienza di essere destinato a "salvare il mondo". Spinto da questo ideale e determinato a seguirlo anche "salvando una persona alla volta", Peter inizia e conclude brillantemente un corso per infermieri specializzati e decide, biasimato dal fratello più ambizioso, di dedicarsi all'assistenza di anziani malati terminali. Di animo gentile e premuroso, è sempre stato visto come il fratello più "debole" proprio per questo suo atteggiamento di attenzione verso il prossimo, contrapposto alla determinata ambizione e all'arrivismo del fratello. Tuttavia, durante il corso della storia, sarà proprio questa sua incrollabile forza di volontà nel fare del bene a spingerlo nella sua crociata per salvare il mondo e dargli la determinazione per sconfiggere i suoi avversari.

## Biografia

### Prima stagione - Volume uno: Genesi
All'inizio della serie Peter viene presentato come un giovane, fin troppo idealista, con la strana ossessione di possedere il potere del volo, potere che riuscirà a scatenare le prime volte solo in presenza del proprio fratello, anch'egli possessore di questo potere. Un giorno decide di incontrare il ricercatore Mohinder Suresh per mostragli le sue capacità, ma questi, scettico, lo crede un pazzo con false speranze. In sua compagnia va a casa di Isaac Mendez, un pittore che dipinge il futuro sotto gli effetti della droga, ma questi non risponde. Perciò i due tornano a casa in metropolitana. Qui il tempo si ferma e Peter è l'unico in grado di muoversi, quando compare una versione futuristica di Hiro Nakamura. Questi gli dà una missione da compiere: «Salva la cheerleader, salva il mondo». Peter dice tutto quello che ha visto a Mohinder, ma non gli crede. Successivamente Peter torna da Isaac, che gli mostra i quadri appena dipinti: una cheerleader uccisa da una misteriosa entità.
Peter decide allora di cercare la studentessa. La sua ragazza, Simone, gli mostra la foto di un quadro di Isaac distrutto da suo fratello Nathan, dal quale si scopre che la scuola frequentata dalla cherleader è la Union Wells High School di Odessa, Texas: se salverà la cherleader Peter morirà, ma lui, ricordando l'importanza della vita della ragazza, parte per il Texas. Riesce a trovare la scuola e anche un articolo di giornale che parla di Jackie Wilcox, una cherleader che ha salvato un uomo da un incendio senza procurarsi ustioni. Convinto di aver trovato la persona che cerca chiede informazioni a Claire Bennet, ignaro che in realtà sia proprio lei la cherleader che sta cercando. Più tardi la sente gridare e la vede arrivare sconvolta e coperta di sangue nel luogo in cui Jackie è stata uccisa da Sylar. Peter le ordina di scappare mentre lui tiene impegnato il killer, ma nella colluttazione precipita dal primo piano e rimane a terra in fin di vita. Ma Claire, vedendolo in difficoltà, accorre per aiutarlo. Appena si avvicina, Peter assorbe il suo potere e guarisce da tutte le sue ferite capendo quindi che il suo potere non è saper volare, ma assorbire i poteri di soggetti avanzati che incontra. Grazie al suo potere riesce a respingere gli attacchi telepatici dell'agente Matt Parkman quando questi cercherà di leggere nella sua mente dopo averlo arrestato sospettandolo per l'omicidio di Jackie. Dopo essere stato fatto rilasciare dall'influente fratello, Peter cade in coma, quando nel suo corpo si attiva l'ultimo potere assorbito, quello della divinazione.
Durante il coma Peter ha un unico incubo: gli altri soggetti avanzati fuggono da lui, tranne Nathan che lo tranquillizza. Da quel sogno capisce che sarà lui a provocare l'esplosione di New York e decide quindi di andare in cerca di un'altra persona dotata di poteri che lo possa aiutare istruendolo sull'uso cosciente delle sue doti. Trova questa persona in Claude Rains, un uomo dotato del potere dell'invisibilità. Sotto la sua guida Peter sarà in grado, con sempre maggior padronanza, di rievocare e replicare i poteri assorbiti da tutti gli "heroes" da lui incontrati. Il ragazzo però viene osservato dall'Impresa che, grazie ai quadri di Isaac, ha capito che sarà lui a esplodere. Per questo tentano di catturare lui e Claude, il quale, capendo i rischi che sta correndo addestrandolo, se ne va. Peter allora va da Isaac per conoscere il futuro provocando però involontariamente la morte di Simone durante un diverbio con lui.
A questo punto Peter cerca aiuto da Nathan: questi gli consiglia di andare da Mohinder, ma quando arriva nel suo appartamento viene aggredito da Sylar. Essendosi reso invisibile, Sylar lancia schegge di vetro ovunque per individuarlo e una di queste gli trafigge il cranio, uccidendolo. Dopo aver fatto svenire Sylar, Mohinder porta Peter da sua madre dove tutti ne piangono la morte. Ma Claire si rende conto che è la scheggia a non permettergli di rigenerarsi, quindi la estrae e lo salva. Dopodiché cerca inutilmente di convincere Nathan a far restare la ragazza a New York, poiché la crede "la chiave per salvare il mondo".
Dopo una lunga fuga con Claire, durante la quale conosce Ted Sprague assorbendo il suo potere radioattivo, arriva il giorno dopo le elezioni vinte da Nathan. Sylar si appresta a far esplodere New York grazie al potere da poco rubato a Ted, ma viene fermato dagli altri "heroes". Peter lo affronta e gli tiene testa per un po' grazie alla superforza assorbita da Niki Sanders. Aiutato da Hiro Nakamura, Peter riesce a fermare il killer, ma lo scontro porta al limite le capacità di controllo dei suoi poteri, tra i quali quello di controllo delle radiazioni: il ragazzo comincia a prendere fuoco e sta per esplodere. Claire, l'unica a potersi avvicinare senza subire danni dalle radiazioni, è sul punto di ucciderlo per evitare l'esplosione, quando l'intervento del fratello Nathan Petrelli salva la situazione trasportando in cielo Peter, permettendogli di liberare tutta l'energia trattenuta senza causare danni.

### Seconda stagione - Volume due: Generazioni
Subito dopo la sua esplosione, Peter si rigenera in tempo per salvare Nathan, che però si è ustionato gravemente ed è in pericolo di vita. Subito dopo viene avvicinato e rapito da Bob Bishop e da sua figlia Elle, due agenti dell'Impresa, che lo rinchiudono in una cella, intenzionati a togliergli i poteri o a ucciderlo, in caso non riescano nell'intento. Durante la prigionia nella loro base, Peter entra in contatto con Adam Monroe, che gli fa capire che non lo aiuteranno mai e che sarà rinchiuso in quella cella per il resto della vita, proprio come lui. Così Peter decide di fuggire, liberando anche Adam, ma viene fermato dall'Haitiano, che gli cancella la memoria, lo rinchiude in un container, chiudendo i suoi documenti e dei biglietti aerei per il Canada all'interno di una scatola, e gli mette al collo il ciondolo con il simbolo che porta sempre con sé. Dopo questi fatti, Peter scompare nel nulla e tutti lo credono morto tranne Nathan, nel frattempo salvato dal sangue di Monroe, che spera ancora nel suo ritorno.
Poco tempo dopo viene ritrovato al porto di Cork, in Irlanda da alcuni membri di una gang di delinquenti irlandesi capeggiati da Ricky McKenna, non ricordando né chi sia, né di avere dei poteri. Si unisca alla banda e incontra Caitlin McKenna, sorella del capo della banda, con la quale instaura una relazione amorosa. Per un po' aiuta la gang in alcune rapine e gli viene consegnata la scatola lasciata nel container dall'Haitiano scoprendo così le informazioni sulla sua vita passata.
Con il potere della manipolazione del continuum spazio-temporale copiato da Hiro Nakamura si teletrasporta involontariamente, con la sua ragazza, a New York nel giugno del 2008, cioè un anno avanti nel futuro, dove trovano uno scenario apocalittico: macerie ovunque e nessuna traccia di vita umana. Infatti il 97% della popolazione mondiale è morta a causa del virus Shanti, e loro vengono confinati come potenziali infetti. Mentre cerca inutilmente di salvare Caitlin, Peter ritorna per errore da solo nel presente dove incontra di nuovo Adam Monroe, che lo aiuta a riacquistare definitivamente la memoria. L'uomo lo accompagna da Victoria Pratt, la genetista dell'Impresa che aveva scoperto il virus, e dopo averla interrogata, Adam la uccide davanti a uno stupefatto Peter. Quindi, si dirigono alla sede di Odessa, nel Texas con l'intenzione, secondo Peter, di distruggere il virus. Arrivati sul posto, il tempo si ferma e Peter incontra Hiro Nakamura, che gli racconta il vero motivo della prigionia di Adam: lui aveva cercato di diffondere il virus trent'anni prima, e per questo l'Impresa aveva deciso di rinchiuderlo, e ora vuole riprendere dal punto dove era stato interrotto per punire l'umanità dei suoi crimini. Alla fine distruggerà il virus polverizzandolo salvando il mondo da una possibile epidemia.

### Terza stagione

#### Volume tre: Criminali
La terza stagione si apre con il Peter del futuro che, sfuggito al tentativo di ucciderlo da parte di Claire diventata cattiva, ritorna nel presente per evitare la distruzione del mondo e tutti i problemi causati dalla rivelazione fatta al mondo dal fratello Nathan sull'esistenza dei soggetti avanzati e dei loro poteri.
Appena arrivato nel presente, spara a Nathan proprio durante la conferenza, e inseguito dal Peter dell'epoca, prende il suo posto imprigionandolo nel corpo di Jesse Murphy, rinchiuso nel Livello 5 dell'Impresa. Dopo l'evasione di un gruppo di super-criminali, per non destare sospetti, Jesse/Peter li segue fino a partecipare con loro ad una rapina in una banca. Mentre Sylar e Noah, venuti a salvarlo su comando della madre Angela, cercano di fermare e arrestare gli altri fuggitivi, il tempo si ferma e il Peter del futuro libera e porta quello del presente con sé, per fargli vedere cosa succederà da lì a 4 anni. Qui il suo "io" del futuro gli rivela che tutti ora hanno poteri speciali acquisiti con una formula particolare: questo preoccupa il Peter del futuro che sta tentando in tutti i modi di cambiare il corso della storia per evitare questo dilagare di super poteri. Quindi gli svela che l'unica possibilità che gli rimane è quella di assorbire il potere di Sylar per capire al meglio come deve agire; ma in quell'esatto momento arriva Claire che spara al Peter del futuro, obbligando quello del passato a fuggire. Cerca un primo aiuto da Mohinder, ma arrivato nel suo studio lo trova completamente trasformato in un qualcosa di disumano da una errata formula che aveva elaborato sulla base degli ormoni di Maya; da lui riesce comunque a scoprire, leggendogli nella mente, dove si trova Sylar: a casa Bennet in Costaverde. Peter quindi raggiunge il luogo, ma qui lo aspetta diverse grandi sorprese una dietro l'altra: Sylar ora ha un figlio di nome Noah (come Noah Bennet) ed è buono (rifiuta addirittura il nome di Sylar, preferendo il suo vero nome Gabriel). Seguendo quindi il suggerimento della sua versione futura, acquisisce il potere della comprensione dei sistemi complessi da Sylar, anche dopo l'avvertimento di quest'ultimo della pericolosità a causa della continua "fame di sapienza". In quel momento arrivano Claire Bennet, Daphne Millbrook e Knox e incominciano una battaglia per cercare di catturare Peter. Durante la colluttazione, il figlio di Sylar viene ucciso da Benjamin Knox. Il padre disperato si fa esplodere, distruggendo tutta la Costaverde. Peter si risveglia di fianco a sé stesso del futuro morto, con Claire che incomincia a torturarlo, colpevolizzandolo di tutte le morti che c'erano state fino ad allora. Fortunatamente arriva Nathan, ora presidente degli Stati Uniti, che ferma Claire e libera Peter. Nathan lo invita a leggergli la mente in modo che possa essere sicuro della veridicità delle informazioni che desidera, ma la fame di sapere lo porta ad aprirgli la calotta come Sylar con le sue vittime. Dopo averlo ucciso si teletrasporta nel presente, dove viene preso in custodia dalla madre che lo induce in un coma farmacologico per evitare che possa arrecare altri danni visto che rischia di diventare come Sylar. Dopo qualche tempo, è però lo stesso Sylar a liberarlo, implorando di aiutarlo a capire cosa è successo ad Angela Petrelli, che crede sua madre, e giace inerme in un letto della Compagnia. A tal proposito, chiede a Peter di leggerle la mente, per chiarire la faccenda, ma tutto quello che Peter riesce a vedere non è altro che uno strano simbolo. Sylar sostiene di averlo già incontrato in precedenza e mostra a Peter un biglietto da visita della Pinehearst Company, consegnatogli nella propria cella da Daphne Millbrook. Dopo aver relegato Sylar in una cella si teletrasporta alla sede della Pinehearst, in Texas, e, resosi invisibile, si infiltra nel complesso. Peter giunge in una stanza dove si sta svolgendo una riunione di vari "villains" (Flint, Benjamin Knox, Maury Parkman, Daphne Millbrook) tenuta niente meno che da suo padre, Arthur Petrelli, fino ad allora ritenuto morto. Peter riabbraccia il padre, ma quest'ultimo gli ruba tutti i poteri, lasciandolo indifeso e rinchiudendolo, ma sarà proprio Sylar a liberarlo di nuovo, mandato da Angela Petrelli. Però Sylar decide di unirsi all'attività di Arthur Petrelli. Peter così fugge via, incontrando Claire, che a sua volta stava scappando dai "villains" mandati da Arthur per rapirla. I due si recano alla Compagnia e lì le loro strade si separano. Peter parte in volo col fratello verso Haiti, in cerca delHaitiano, uno dei pochi al mondo a poter sconfiggere Arthur Petrelli. Nathan lo aiuta portandolo in volo sull'isola. Trovato l'Haitiano sconfiggono insieme il dittatore locale Samedi, poi Nathan si allontana rivelando di voler contribuire al progetto del padre, nonostante continui a serbargli rancore per le menzogne che gli ha raccontato. Peter quindi tornerà a casa da solo e su ordine della madre si reca con l'Haitiano alla Pinehearst con lo scopo di uccidere suo padre. Alla Pinehearst però Peter esita prima di ucciderlo, allora interviene Sylar, il quale, dopo essersi accertato di non essere un Petrelli, anticipa Peter e uccide Arthur. Successivamente Peter si trova quindi a dover lottare con il fratello Nathan, ora a capo della Pinehearst al posto del padre, distruggendo il laboratorio e di tutto quanto utile alla creazione della formula.

#### Volume quattro: Fuggitivi
Due mesi più tardi Peter compare di nuovo nelle sue vesti di infermiere, ora i suoi poteri sono cambiati e ne riesce ad assorbire e controllare solo uno alla volta. Viene a sapere da Claire che Nathan intende imprigionare tutti i soggetti avanzati per conto del governo, e, consigliato dalla madre Angela, cerca di contrastarlo. Però viene catturato e imprigionato, a liberarlo, insieme ad altri "heroes" catturati, ci penserà Claire. In seguito si allea con Matt Parkman e Mohinder Suresh per fermare il fratello. L'obiettivo è liberare i soggetti avanzati catturati ed eliminare l'organizzazione governativa, ma ben presto sia Mohinder che Matt vengono catturati e Peter rimane solo. Costretto quindi alla fuga, salvato dallo stesso Nathan dopo che Emile Danko stava per ucciderlo, trova aiuto in sua madre Angela. Angela Petrelli decide di raccogliere tutta la sua famiglia e i suoi cari a Coyote Sands dove svela le origini dell'Impresa. È presente anche Nathan, che viene perdonato da Peter per i suoi errori. Qui scoprono che Sylar ha assunto l'identità di Nathan ed è intenzionato ad incontrare il Presidente. I fratelli Petrelli decidono di raggiungere quindi la Casa Bianca, dove hanno un conflitto con il serial killer, che si scaraventa fuori dalla finestra assieme a Nathan; non prima però che Peter riesca a toccarlo con mano assorbendo un suo potere: ovvero quello di mutare aspetto; tuttavia non potendo più volare non può seguire i due e dunque, con l'aiuto di Claire e delle guardie del presidente si organizza per sostituire questi ed attende Sylar in limousine; quando il killer sopraggiunge riesce dunque a sedarlo e imprigionarlo scongiurandone la minaccia, ma Nathan nel frattempo era già stato ucciso.
Peter viene tenuto all'oscuro del fatto che suo fratello sia morto e che sia stato sostituito da Sylar grazie ai poteri di Matt che ne resetta la memoria; dunque non sa che il corpo che lui e i suoi familiari bruciano è quello del mutaforma e non del vero Sylar.

### Quarta stagione - Volume cinque: Redenzione
Nella quarta stagione Peter cerca di riprendere la sua vecchia vita e ritorna a fare il paramedico utilizzando i suoi poteri per salvare più vite possibile. Noah Bennet, che sta conducendo indagini sul circo di Samuel Sullivan, gli chiede aiuto. Peter non vuole più avere a che fare con certe questioni ma trova l'occasione di salvargli la vita quando viene attaccato da Edgar. All'ospedale dove lavora nel frattempo conosce Emma, che ha il potere della sinestesia, che la spaventa. Peter l'aiuta a comprendere il suo potere e ad accoglierlo. In un episodio Hiro Nakamura, che si presenta a casa sua in cattive condizioni di salute. Lo porta in ospedale e venuto a sapere della sua malattia (un cancro al cervello) decide di aiutarlo, dunque, replicato il potere del giapponese si reca da Noah, dal quale spera a ragione di poter avere un aiuto. L'uomo lo porta alla casa di un ragazzo di nome Jeremy Greer, dotato di impressionanti poteri di guaritore; tuttavia il ragazzo, che sta da poco sperimentando l'altra faccia del suo potere (togliere la vita alle cose) è sconvolto e cerca di allontanarli con un fucile, finendo per sparare allo stesso Peter, che poco dopo però guarirà grazie al suo potere. Tuttavia tornato all'ospedale non trova più traccia di Hiro.
Successivamente Sylar, che crede di essere Nathan, gli chiede aiuto, in preda ad una crisi esistenziale. Peter accetta di aiutarlo e i due si mettono ad indagare sul recente passato di Nathan. Ben presto scopriranno tutta la verità, trovando il corpo ucciso del vero Nathan, e ascoltando la vera storia da Matt Parkman, ricoverato in ospedale, dove viene guarito dallo stesso Peter. Sylar intrappolato nella testa di Matt ritorna nel suo corpo originale, tuttavia l'identità di Nathan è ancora prevalente. Nathan però è convinto che Sylar presto avrà il sopravvento ma Peter cerca di tranquillizzarlo promettendogli di restargli vicino. Durante la cena del ringraziamento il vero Sylar riemerge dal subconscio di Nathan minacciando di uccidere sia Angela Petrelli che Peter per vendetta e li blocca con la telecinesi; Peter tuttavia sprona il fratello a combattere ed a ribellarsi dal suo carceriere finché appunto Nathan non riprende il controllo del suo corpo e, terrorizzato, vola via. Peter, deciso a non rinunciare al fratello copia il potere dell'Haitiano e si appresta a combattere Sylar, il quale però lo trova per primo e lo combatte nei sotterranei dell'ospedale, fortunatamente Peter sopprime tutti i suoi poteri e lo sconfigge a suon di pugni finché non riemerge il fratello; sfortunatamente però, Nathan ha già deciso di non voler più combattere e chiede a Peter come ultimo favore di lasciarlo andare, il ragazzo tristemente accetta e lascia che il fratello si butti dal tetto arreso al vero proprietario di quel corpo: Sylar. Peter assieme a Noah organizzerà poi il funerale del fratello Nathan e chiamerà anche la nipotina Claire per avvisarla della morte del padre biologico, la ragazza tenta di consolarlo, ma Peter è assetato di vendetta e vorrebbe essere una persona migliore in onore del fratello. Dunque, appena venuto a conoscenza di un atto terroristico ad opera di un folle in un ufficio decide di intervenire e, nel tentativo di disarmare l'uomo viene ferito da una pallottola (riuscendo tuttavia a salvare la situazione) fortunatamente per lui la nipote biologica l'aveva seguito poiché preoccupata di un simile comportamento da parte sua e permettendogli di copiare il suo potere lo salva. Qualche giorno dopo Peter scoprirà che Emma ha contatti con Samuel, senza sospettare che sia malvagio, ed entrando nell'appartamento di Emma tenterà di metterla in guardia ma lei non gli crederà, più tardi a pranzo con la madre Angela, il ragazzo le chiederà se ha avuto una qualche visione del futuro in quanto preoccupato per Emma, la donna non gli risponderà ed allora Peter copierà il suo potere per rispondersi da sé. Quella sera il sogno premonitore di Peter preannuncia l'uccisione di moltissime persone causate da Emma stessa e Sylar che arriva per aiutarla. Peter chiede a sua madre dove sia il serial killer. Si presenta a casa di Matt Parkman e dopo avergli copiato il potere, entra nella mente di Sylar intrappolato in un incubo causato dal poliziotto. Il giovane riesce a salvare la sua nemesi e lo convince ad allearsi con lui; tuttavia al loro risveglio dal mondo onirico in cui Matt aveva rinchiuso Sylar scoprono di essere nella cantina di Matt e risalite le scale si trovano davanti il "soldato" di Samuel cioè Eli. Dopo aver sconfitto Eli e salvato Matt, Peter legge la mente del circense scoprendo i piani di Samuel e si dirige al Circo dei fratelli Sullivan assieme a Sylar dopo aver convinto Matt. Arrivati sul posto Peter affida a Sylar il compito di salvare Emma mentre lui tenterà di sconfiggere Samuel. Dopo aver nuovamente copiato il potere del volo da Sylar per controllare la zona dall'alto e trovare l'uomo egli gli piomba davanti e col tocco ne assorbe il potere ed incomincia un duello di estrema pericolosità dal quale emerge vincitore solo grazie all'aiuto di Hiro, che trasporta via tutte le persone speciali del circo privando Samuel dei suoi poteri extra e facendo dunque modo che Peter lo sconfigga con un pugno.

#### Prologo al volume sei: Il mondo nuovo
Uscito vittorioso dallo scontro con Samuel, Peter riabbraccerà Emma, salvata da Sylar e, al luna park ormai vuoto, assisterà all'esibizione di Claire Bennet, intenzionata a rivelare al mondo intero dell'esistenza dei soggetti avanzati, la quale si lancia dalla ruota panoramica.

## Vita sentimentale

### Simone Deveaux
È il primo amore di Peter. Lui è infatti l'infermiere del padre di Simone Deveaux, Charles Deveaux, proprietario del palazzo, e, come le rivela nel terzo episodio della prima serie, si innamora di lei dalla prima volta che la vede. Ma lei è fidanzata col pittore preveggente Isaac Mendez, con cui ha un rapporto burrascoso, tanto che arriva a lasciarlo. In Un grande passo i due si baciano e passano la notte assieme, iniziando una sorta di relazione che però risentirà sempre dell'indecisione della donna, non sicura di voler lasciare Mendez (nonostante più di una volta si getti fra le braccia dell'altro, spesso dopo momenti difficili con l'ex), fino a che Peter non assisterà invisibile alla riconciliazione fra i due ex-compagni. Furibondo per ciò che ha visto e per il tradimento di Isaac, che lo ha venduto alla Compagnia, Peter si reca dal pittore e durante una colluttazione fra i due, Simone ne resterà uccisa per un colpo sparato dal pittore, che accusa Petrelli di averla ammazzata. Sconvolto, il ragazzo scappa e chiede aiuto al fratello Nathan Petrelli.

### Niki Sanders
Nel presente, la relazione fra i due non avviene mai, ma nell'episodio Fra cinque anni che illustra alcuni possibili eventi futuri, viene mostrato che Niki, dopo aver perso la famiglia, è diventata la donna di Peter, fa la spogliarellista in un night ed ha mandato via definitivamente Jessica. Tuttavia, il fidanzato le ha mentito sull'esplosione di New York, e quindi sulla morte del figlio Micah, incolpando Sylar, e quando finalmente le rivela la verità, la donna lo lascia. Poiché gli eventi vengono modificati, la storia fra i due ragazzi non ha compimento. Tuttavia si incontrano in Kirby Plaza: Niki infatti aiuta Peter mentre combatte contro Sylar, ma poiché D.L. ha bisogno di aiuto, Peter le dice di tornare dalla sua famiglia. Niki lo guarda poi mentre esplode in volo con Nathan.

### Elle Bishop
In Quattro mesi fa, Elle Bishop e Bob Bishop catturano Peter subito dopo l'esplosione, e lo rinchiudono in una cella per evitare che faccia male ad altre persone, convincendolo che in realtà sia per il suo stesso bene. A causa dello strano rapporto che la ragazza ha con gli uomini, Elle comincia a provare una sorta di perversa attrazione, non ricambiata, per Peter, usandolo come "giocattolino" e dandogli spesso per puro sadismo la scossa, anche se una volta gli rivela informazioni sul suo passato dopo che il ragazzo l'ha stuzzicata. Quando Peter finalmente capisce l'inganno, sfrutta la cosa a suo favore e la bacia, per distrarla e fuggire con Adam Monroe. Elle e l'Haitiano li inseguono, ma quest'ultimo salva Petrelli cancellandogli però la memoria. Elle lo insegue fino in Irlanda, ma dopo aver ucciso Ricky McKenna, fratello della fidanzata di Peter, le viene tolto l'incarico.

### Caitlin McKenna
È la seconda fidanzata ufficiale di Peter. I due si mettono insieme nella seconda stagione, quando il ragazzo finisce a Cork senza memoria. Peter infatti viene trovato dal fratello di Caitlin, Ricky McKenna, che prima picchia e cerca di sfruttare Peter, poi inizia a proteggerlo dopo che gli ha salvato la vita e si è fidanzato con la sorella. Caitlin cerca di convincere Peter ad aprire la scatola contenente informazioni sul suo passato, e, poco dopo esserci riuscita, riceve la notizia dell'assassinio del fratello da parte di Elle Bishop, che sta cercando Peter. I due partono poi per Montréal, come indicato nel biglietto aereo contenuto nella sua scatola, da lì però Peter teletrasporta entrambi nel futuro infestato dallo Shanti virus, dove vengono divisi dalle autorità. Peter poi ritorna nel presente erroneamente, senza Caitlin, dove fa di tutto per impedire che il futuro che ha visto si avveri, principalmente per lei.

## Poteri e abilità
Il potere originale di Peter consiste nella capacità di assorbire e riprodurre i poteri degli altri ed è detto "mimica empatica": questa abilità lo ha portato a divenire sin dall'inizio la perfetta nemesi di Sylar (che come lui acquisisce i poteri degli altri soggetti avanzati, anche se in modo decisamente più cruento) e, più avanti, anche del padre (che però priva il portatore originale dei suoi poteri); è quindi destinato a divenire il più potente degli "heroes".
Nel corso della terza stagione, tuttavia, proprio il padre Arthur lo priva di tutti i poteri. Successivamente riacquista la sua abilità ma in forma ridotta: ora riesce ad assorbire i poteri solo uno per volta e, una volta acquisito uno nuovo, perde quello già posseduto; non è poi in grado di copiare abilità multiple da chi possiede più capacità e in quel caso non è chiaro se copia un potere casuale (quando copia i poteri di Sylar la prima volta diventa solo un mutaforma) o l'ultimo usato dall'utilizzatore (quando copia i poteri di Sylar/Nathan riesce solo a volare). In compenso riesce ad esercitare un controllo perfetto ed innato del potere di cui si è dotato.
Tra i tanti poteri che Peter ha acquisito e avuto occasione di usare durante le varie stagioni vi sono: volo, manipolazione dello spaziotempo, telepatia, psicocinesi, invisibilità, radioattività, superforza, elettrocinesi, supervelocità, intangibilità, geocinesi, criocinesi e il potere di annullare gli altri poteri come l'Haitiano.